# Azteca brevicornis
Azteca brevicornis is een mierensoort uit de onderfamilie van de Dolichoderinae. De wetenschappelijke naam van de soort is voor het eerst geldig gepubliceerd in 1878 door Gustav Mayr.